# Huosi
Die Huosi (die Grauen) waren eines der  bayerischen Ur- und Hochadelsgeschlechter. Sie werden in der  Lex Baiuvariorum, in der das alte Volksrecht des baierischen Stammesherzogtums ab 635 zusammengefasst wurde, neben den Trozza, Fagana, Hahiligga, Anniona und dem Herzogsgeschlecht der Agilolfinger ausdrücklich genannt. In der Lex Baiuvariorum heißt es dazu im Kap. III, De genealogiis et eorem conpositione (III. Über die Geschlechter und ihre Buße): „Isti sunt quasi primi post Agilolvingas, qui sunt de genere ducali. Illis enim duplum honorem concedimus, et sic duplam conpositionem accipiant“ („Diese sind sozusagen die ersten nach den Agilolfingern, die von herzoglichem Geschlecht sind. Ihnen gewähren wir doppelte Ehre, und deshalb sollen sie doppeltes Bußgeld erhalten.“)

## Stammesgebiet
Das Stammland der Huosi war die Gegend zwischen Lech und Isar in Oberbayern. Mit pagus Huosi ist als Adelsgau die für dieses Geschlecht zentrale Landschaft gemeint; darüber hinaus hat sich die Bezeichnung Huosigau für das weitläufige Einflussgebiet der Huosi herausgebildet, hingegen hatte die Bezeichnung niemals die Bedeutung einer verwaltungsmäßigen Einheit.  Diese Benennung wird heute noch als folkloristische Identifikationsbezeichnung verwendet. Die im Einflussbereich des bayerischen Stammesherzogtums ausgebildeten Gaubezeichnungen waren vielfältig, sie haben sich nach Himmelsrichtungen (Nordgau, Sundergau, ein Westgau wird auch in Einzelfällen genannt), nach einem Zentralort (wie dem Augstgau um Augsburg, nicht zu verwechseln mit dem schwäbischen Augstgau, dem Kelsgau um das römische Lager Celeusum, den Künziggau nach dem römischen Quintana), nach Gewässernamen (Donaugau, Rottachgau, Isengau, Attergau, Mattiggau, Traungau, pagus inter valles später Chiemgau) oder nach dem Namen von Adelssippen (u. a. pagus Poapintal, der Gründungsfamilie von Scharnitz) gebildet. Von den anderen vier bayerischen ursprünglichen Hochadelsgeschlechtern sind solche Gaubezeichnungen nicht bekannt.

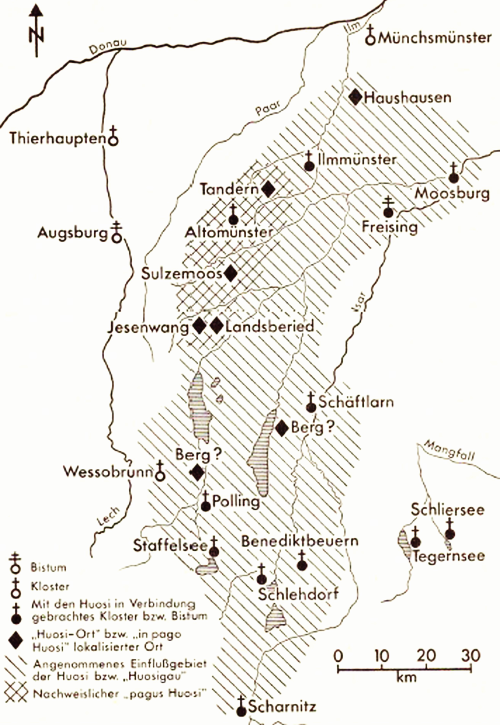
Stammesgebiet der Huosi

Die Ausdehnung des pagus Huosi und des Huosigaus haben Max Fastlinger und Elisabeth Hamm dargestellt. Über die Orte, die von den Huosi besiedelt wurden, gibt eine Freisinger Traditionsnotiz von 791 Auskunft, in der über einen Erbstreit um eine dem Heiligen Martin geweihte Eigenkirche in dem nicht genau zu lokalisierenden Avvicozeshushir berichtet wird. Dieser abgegangene Ort wird bisweilen mit Ilmberg (Berg an der Ilm), heute ein Ortsteil von Reichertshausen, in dem es eine Filialkirche St. Martin gibt, gleichgesetzt, ebenso wird die Deutung einer Vorgängersiedlung von Scheyern vertreten. Dieser Streit, bei dem über 20 Mitglieder der Huosi genannt werden, wurde u. a. von Bischof Arn und mehreren karolingischen Königsboten in Lorch an der Enns am Uuartperc zugunsten des Priesters Eio und dessen Brüder Isancrim und Erchanperht entschieden.
Die früheste Nennung eines pago Huosi findet sich 840 in einer Urkunde Ludwigs des Deutschen, der Sulzemoos als in pago Huosi gelegen bezeichnet, in einer Freisinger Urkunde wird Landsberied als in confinio Hosiorum bezeichnet. Im 11. Jahrhundert verlieren sich diese Bezeichnungen. Erwähnenswert ist noch, dass der 888 letztmals erwähnte Augstgau in dem pagus Huosi aufgegangen ist, vielleicht Ergebnis eines Irrtums der Kaiserlichen Kanzlei. Die Bezeichnung Huosigau erscheint noch im Laufe des Hochmittelalters, wobei er sich zum Hausengau wandelte.
Wie nachgewiesene Traditionen durch die Huosi belegen, hatte die Familie auch weit verstreuten Besitz im Rottachgau bei Passau, am Wallersee, im Tiroler Inntal und in Bozen.
Möglicherweise lässt sich aufgrund prosopographischer Analysen die Abstammung der Aribonen und der Babonen, vielleicht auch der Wittelsbacher, auf die Huosi zurückführen. Ebenso werden kognatische Beziehungen zu dem Herzogsgeschlecht der Agilolfinger angenommen. Die Identifizierung der jeweiligen Personen ist nicht leicht, da zur damaligen Zeit Einnamen im Gebrauch waren und die Familienzugehörigkeit aus dem Verwendungskontext der Namen erschlossen werden muss. Der Name wird u. a. als Pluralbildung eines maskulinen i-Stammes mit der germanischen Wurzel hos/has gesehen und bedeutet wie das Wort Hase der Graue oder die Grauen.

## Klostergründungen der Huosi
Im 8. Jahrhundert traten Mitglieder der Familie der Huosi als Gründer bzw. Mitgründer zahlreicher Klöster auf. Insgesamt sollen sie drei Frauenklöster, und zwar Kloster Kochel (um 740), Kloster Polling (um 750), Kloster Staffelsee (um 750), und neun Männerklöster, nämlich Kloster Benediktbeuern (739/740), Kloster Sandau (um 740), Kloster Schlehdorf (763/772), Kloster Seiferstetten (um 740), Kloster Tegernsee (746 oder 765), Kloster Ilmmünster (762), Kloster Scharnitz (769/772) und Kloster Wessobrunn (diese Zuschreibung ist aber umstritten), gegründet haben.

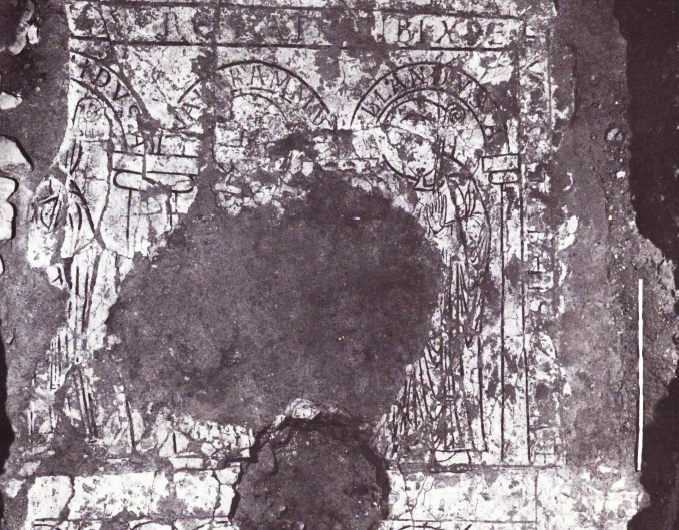
Darstellung der Äbte Lantfrid, Waldram und Elilant auf dem romanischen Fußboden der Kirche von Kloster Benediktbeuern

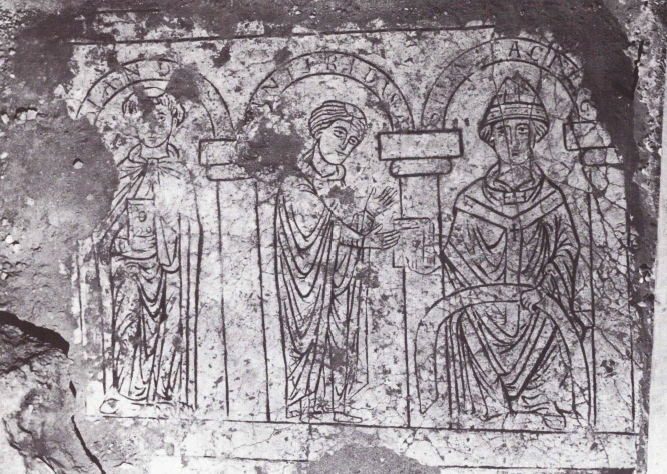
Darstellung von Bonifatius und der Äbte Lantfrid und Elilant auf dem romanischen Fußboden der Kirche von Kloster Benediktbeuern

Über die Gründung des Klosters Benediktbeuern ist keine zeitgeschichtliche Quelle vorhanden. Aber aus der Mitte des 11. Jahrhunderts stammt der Rotulus historicus benedictoburanus des Mönches Gottschalk, in dem die Huosi-Brüder Lantfrid, Waldram und Elilant als Gründer und erste Äbte des Klosters genannt werden. Nach der Gründung des Klosters Benediktbeuern haben die Huosi-Brüder das Kloster Kochel gegründet, in das ihre Schwester Kailswindis eingetreten ist. Auch die Kirchen in Slechdorfensis (Schlehdorf) und Staphalastanga (Staffelsee) gehen auf sie zurück; bei diesen Kirchen war jeweils ein Kloster, als Monasterium oder Coenobium benannt, angeschlossen. Laut dem Rotulus liegen alle diese Klöster in pago Huosi.
Der erste Abt Lantfried hielt jeden Tag in einem anderen Kloster Konvent, am Sonntag in Benediktbeuern, am Montag in Kochel, am Dienstag in Schlehdorf, dann im Kloster Staffelsee, in Wessobrunn, in Sandau und schließlich in Polling. Nach 25 Jahren wurde er von Abt Waldram abgelöst und dieser nach 39 Jahren von Abt Elilant, der 19 Jahre die Abtswürde besaß und eine besondere Freundschaft zu Kaiser Karl dem Großen pflegte, der wiederum als Bücher- und Reliquienschenker für Benediktbeuern auftritt. Diese Angaben zu den Sedenzzeiten machen aber die Behauptung, die drei ersten Äbte seien Brüder gewesen, unglaubwürdig. Eine Stütze finden die Angaben zur Existenz dieser drei Äbte durch archäologische Grabungen, die in den 1970er Jahren durchgeführt wurden. Dabei konnten von der romanischen Kirche Teile eines Schmuckfußbodens, etwa 80 cm unter dem jetzigen Kirchenboden, aufgedeckt werden, der aus einem Gipsestrich besteht. In diesen sind etwa 5 mm tiefe und teils farbige Inkrustationen eingebracht. U. a. konnten zwei Felder (Höhe ca. 2,4 m, Breite 3,6 m) mit jeweils drei Personen unterhalb von Arkaden gesichert werden. Die Personen sind im nördlichen Feld durch Skapulier und einfachen Stäben mit Krümmen und Nodus als Benediktinermönche bzw. Äbte zu erkennen. Aufgrund der Umschriften kann man «(LANTFR)IDVS A(bbas)», «WAL(D)RAMMVS A(bbas)» und «(ELI)LLANDVS A(bbas)» lesen. Im nördlichen Arkadenfeld ist «S(anctus) BONIFACIVS C(onfessor) oder E(piscopus)» zu identifizieren. Letzterer ist aufgrund seines Pontifikalgewandes (Mitra, Pallium und roter Kaselsaum) als der Bischof Bonifatius, der das Kloster geweiht hat, zu verstehen. Daneben steht «(L)ANTFRIDVS A(bbas)», der Bonifatius ein Buch reicht. Die dritte Figur ist «(EL)ILANDVS A(bbas)», der vor sich ein Buch hält. Beide Huosi sind diesmal ohne Abtinsignien und nur mit Tonsur und Radmantel abgebildet. Die drei Gründungsäbte von Benediktbeuern erscheinen auch unabhängig von dem Rotulus in verschiedenen Urkunden. So wird Lantfrid als Zeuge einer Schenkung an das Kloster Schlehdorf zu Kienberg genannt, Waldram wird zwischen 766 und 788 in Mondseer und Schäftlarner Traditionen erwähnt. Abt Elilant wird auch nach 808 bei einem Prozess coram omnibus nobilissimus de pago Huosi vor dem Richter Kisalhart genannt, der in der villa Söchering stattfand und bei dem Liutkerus, Gagandus und Lantold angeklagt waren, das Predium Uffing am Staffelsee mit einer Mühle und ihre Anteile an der Martinskirche herauszugeben, die zur Erstausstattung des Klosters Benediktbeuern gehört hatten.
Auch weitere Klöster sind von den Huosi gegründet worden, so das Kloster Scharnitz, das 763 durch die Huosi Reginperht und Irminfried erwirkt wurde und dessen erster Abt Arbeo von Freising und dessen Nachfolger Atto von Freising war, beide der Familie der Huosi zugehörig. Atto von Freising erscheint auch als Abt von Kloster Schlehdorf sowie von Kloster Scharnitz und er ist auch Gründer von Stift Innichen. Das Kloster Ilmmünster wurde 762 durch die Huosimitglieder Adalbert und Otker gegründet.
Im 8. Jahrhundert werden die „überzähligen Bischöfe“ Manno und Oadalhart in Zusammenhang mit dem Bistum Neuburg genannt, das um 800 mit dem Bistum Augsburg vereinigt wurde. In der Vita sancti Bonifatii wird Manno als vierter bayerischer Bischof in Nova civitate genannt und Oadalhart sei ihm nachgefolgt. Manno setzte 759/760 sein Signum unter eine Traditionsurkunde, in der ein Chunipert seine Besitzungen in dem nicht sicher zu lokalisierenden Poch (eventuell heute der Ortsteil Leonhardsbuch von Allershausen) und in Tandern der Freisinger Marienkirche übertrug. Er unterzeichnet auch bei der Synode von Dingolfing (776) als erster Bischof. 784 hat Bischof Oadalhart sein Signum unter die Gründungsurkunde eines Klosters in der Gemarkung von Singenbach gesetzt. Er erscheint noch bis 808 auf Urkunden. Möglicherweise hatten beide ihren Sitz in der quasi bischöflichen Kirche in Staffelsee, ohne dass es sich um ein kanonisches Bistum handelte. Beide werden als „persönliche Bischöfe“ dem Geschlecht der Huosi zugerechnet.

## Bekannte Familienmitglieder
Bedeutende Mitglieder der Familie:
- Arbeo von Freising, auch Aribo von Freising oder Arbo von Freising (* 723; † 4. Mai 784), Bischof von Freising 764 – 784
- Atto von Freising († 810/811), Bischof von Freising 783/784 – 810/811; zuvor Abt von Kloster Scharnitz und Kloster Schlehdorf
- Hitto von Freising († 835), Bischof von Freising 811/12 – 835.
- Erchanbert († 854), Bischof von Freising 835/836 – 854

Zugehörigkeit zum Geschlecht der Huosi vermutet:
- Markgraf Luitpold (†  907) von Karantanien und Oberpannonien